# Anabasein
Anabasein ist ein Alkaloid, das sich vom 2,3'-Bipyridin ableitet. Der Unterschied in der Struktur liegt hier ausschließlich im Hydrierungsgrad, einer der beiden Ringe ist zum Tetrahydropyridin hydriert.

## Vorkommen

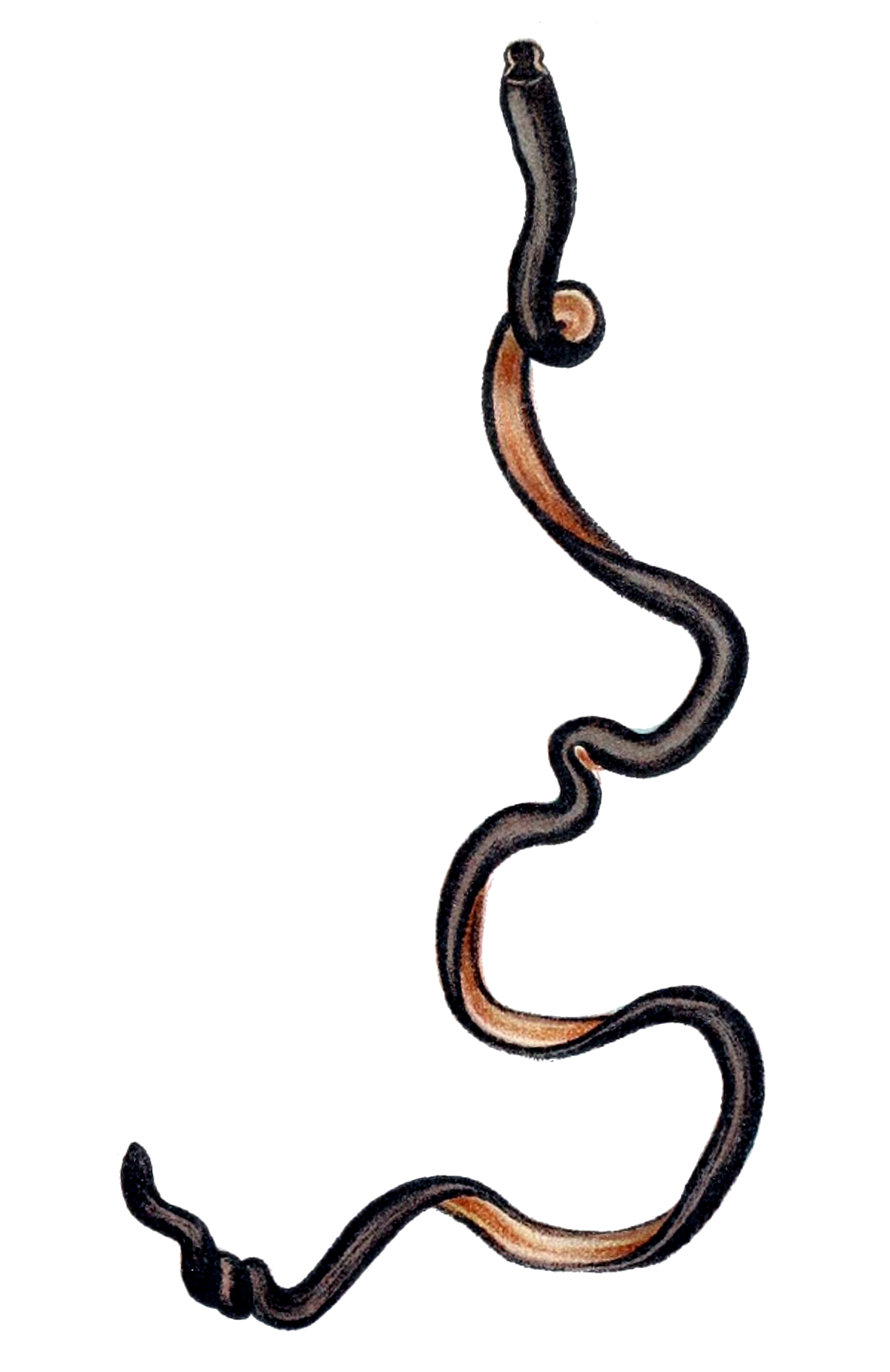
Das Gift von Paranemertes peregrina enthält Anabasein

Zuerst gefunden wurde Anabasein (nachdem es schon als synthetisches Produkt bekannt war), im Gift des Schnurwurms Paranemertes peregrina. Es kommt aber auch in anderen Schnurwürmern, z. B. Amphiporus lactifloreus vor. Es dient dazu, die Beute (Ringelwürmer) zu lähmen.
Anabasein kommt außerdem im Gift mehrerer Ameisenarten der Gattungen Aphaenogaster (u. a. A. fulva, A. tenneseensis und A. rudis) und Messor vor. Zum Teil dient es auch als Pheromon. Zudem kommt es in Holoscotolemon lessiniense (Ordnung Weberknechte) vor.

## Synthese
Mehrere Synthesen für Anabasein sind bekannt. Eine basiert auf der Claisen-Kondensation von Ethylnicotinat und dem N-Diethylaminomethyl-Derivat des 2-Pyridons mit Natriumhydrid in Toluol. Hydrolyse des Produkts in heißer Säure führt durch Decarboxylierung zum Dihydrochlorid des Anabaseins.

## Eigenschaften
Es ist strukturell verwandt mit Nicotin und ist wie dieses ein Agonist nikotinischer Acetylcholinrezeptoren. Es wirkt lähmend auf Insekten und Krustentiere.

## Verwendung

3-(2,4-Dimethoxybenzyliden)anabasein

Anabasein wurde als Ausgangspunkt für die Entwicklung von Medikamenten gegen Schizophrenie, Parkinson und Alzheimer verwendet. Ein Stoff, der hierbei entwickelt wurde und in klinischen Studien geprüft wurde, ist 3-(2,4-Dimethoxybenzyliden)anabasein, das aus Anabasein und 2,4-Dimethoxybenzaldehyd synthetisiert wird.